# Кабіньо
Еванівальдо Кастро Сільва (порт. Evanivaldo Castro Silva, нар. 28 квітня 1949, Салвадор), більше відомий як Кабіньо (порт. Cabinho) — бразильський футболіст, нападник. Один з найкращих бомбардирів світового футболу 70-х років 20-го століття. Найвлучніший футболіст в історії чемпіонатів Мексики — 312 голів.

## Футбольна кар'єра
Еванівальдо Кастро народився в адміністративному центрі штату Баїя — Салвадорі. За свою любов до військової уніформи отримав прізвисько Кабіньо (Сержант). В Бразилії виступав за «Америку» (Сан-Паулу), «Фламенго», «Ферровіаріа» (Ботукату), «Атлетіко Мінейру» (Белу-Оризонті) та  «Португезу Деспортос». В складі останнього клубу виграв лігу паулісту у 1973 році.
Найбільших успіхів Кабіньо досяг у Мексиці. У сезоні 1974/75 дебютував за УНАМ. Цього року команда здобула свій перший трофей — кубок Мексики, а Еванівальдо Кастро Сільва став найвлучнішим гравцем турніру — 15 забитих м'ячів. Через рік, у складі УНАМ «Пумас» виграв чемпіонат Мексики.
Кабіньо сім сезонів поспіль вигравав звання найвлучнішого футболіста чемпіонату Мексики (чотири рази у складі «Пумас» та три — «Атланте»). За цей період він забив 232 голи в 284 матчах (у середньому 0,817 гола за гру). Тричі грає у фіналах національного чемпіонату. 
Еванівальдо Кастро — найкращий бомбардир в історії УНАМа (151 гол) та «Атланте» (108 голів).
У 1983 році переходить до «Леона». Наступного сезону здобуває свій восьмий титул найкращого бомбардира, а команда грає в півфіналі чемпіонату Мексики.
Через 11 років повертається до Бразилії, на один сезон, до клубу «Пайсанду». В сезоні 1986/87 завершив кар'єру футболіста у складі УАНЛ «Тигрес».
Кабіньо прийняв громадянство Мексики. У 2002 році тренував клуб другого дивізіону «Лобос БУАП» з міста Пуебла.

## Титули і досягнення

### Командні
- Чемпіон Мексики (1): 1977
- Володар кубка Мексики (1): 1975
- Чемпіон штату Сан-Паулу (1): 1973
- Віце-чемпіон Мексики (3): 1978, 1979, 1982

### Індивідуальні
- Найкращий бомбардир чемпіонату Мексики (8): 1976 (29), 1977 (34), 1978 (33), 1979 (26), 1980 (30), 1981 (29), 1982 (32), 1985 (23)
- Бомбардир № 1 чемпіонату Мексики: 312 голів.
- Найкращий бомбардир кубка Мексики (1): 1975 (15)
- 35-є місце в рейтингу IFFHS «Найкращі бомбардири національних чемпіонатів світу»: 331 гол.[1]

## Статистика

### Огляд футбольної кар'єри
| Турнір             | Період    | Матчі | Голи |
| ------------------ | --------- | ----- | ---- |
| Чемпіонат Мексики  | 1974-1987 | 425   | 312  |
| Чемпіонат Бразилії | 1971-1974 | 58    | 19   |
| Ліга пауліста      | 1968-1974 | 71    | 40   |
| Ліга каріока       | 1969      | 6     | 1    |
| Всього в Д-1       | 1971-1987 | 560   | 372  |
| Кубок Мексики      | 1974-1976 | 3+    | 15+  |
| Суперкубок Мексики | 1975      | 1     | 0    |
| Всього             | 1968-1987 | 564+  | 387+ |

### Статистика виступів у Бразилії
| Клуб                  | Сезон             | Чемпіонат Бразилії | Чемпіонат Бразилії | Ліга пауліста | Ліга пауліста | Ліга каріока | Ліга каріока | Всього | Всього |
| Клуб                  | Сезон             | Матчі              | Голи               | Матчі         | Голи          | Матчі        | Голи         | Матчі  | Голи   |
| --------------------- | ----------------- | ------------------ | ------------------ | ------------- | ------------- | ------------ | ------------ | ------ | ------ |
| «Америка» (Сан-Паулу) | 1968              | -                  | -                  | 4+            | 4             | -            | -            | 4+     | 4      |
| «Америка» (Сан-Паулу) | 1969              | -                  | -                  | 8+            | 9             | -            | -            | 8+     | 9      |
| «Фламенго»            | 1969              | -                  | -                  | -             | -             | 6            | 1            | 6      | 1      |
| «Ферровіаріа»         | 1970              | -                  | -                  | 5+            | 6             | -            | -            | 5+     | 6      |
| «Португеза»           | 1971              | 18                 | 8                  | 8+            | 12            | -            | -            | 26+    | 20     |
| «Португеза»           | 1972              | -                  | -                  | 3+            | 3             | -            | -            | 3+     | 3      |
| «Атлетіко Мінейру»    | 1972              | 13                 | 2                  | -             | -             | -            | -            | 13     | 2      |
| «Португеза»           | 1973              | 20                 | 6                  | 5+            | 6             | -            | -            | 25+    | 12     |
| «Португеза»           | 1974              | 7                  | 3                  | -             | -             | -            | -            | 7      | 3      |
| Всього у Бразилії     | Всього у Бразилії | 58                 | 19                 | 71            | 40            | 6            | 1            | 135    | 60     |

### Статистика виступів у Мексиці
| Клуб                | Сезон               | Ліга  | Ліга | Плей-офф | Плей-офф | Всього в чемпіонаті | Всього в чемпіонаті | Кубок | Кубок | Суперкубок | Суперкубок | Всього | Всього |
| Клуб                | Сезон               | Матчі | Голи | Матчі    | Голи     | Матчі               | Голи                | Матчі | Голи  | Матчі      | Голи       | Матчі  | Голи   |
| ------------------- | ------------------- | ----- | ---- | -------- | -------- | ------------------- | ------------------- | ----- | ----- | ---------- | ---------- | ------ | ------ |
| УНАМ «Пумас»        | 1974/75             | 19    | 16   | -        | -        | 19                  | 16                  | 3+    | 15    | 1          | 0          | 23+    | 31     |
| УНАМ «Пумас»        | 1975/76             | 36    | 29-Б | 2        | 1        | 38                  | 30                  | ?     | ?     | -          | -          | 38     | 30     |
| УНАМ «Пумас»        | 1976/77             | 36    | 34-Б | 6        | 6        | 42                  | 40                  | -     | -     | -          | -          | 42     | 40     |
| УНАМ «Пумас»        | 1977/78             | 34    | 33-Б | 6        | 2        | 40                  | 35                  | -     | -     | -          | -          | 40     | 35     |
| УНАМ «Пумас»        | 1978/79             | 37    | 26-Б | 8        | 4        | 45                  | 30                  | -     | -     | -          | -          | 45     | 30     |
| Всього за УНАМ      | Всього за УНАМ      | 162   | 138  | 22       | 13       | 184                 | 151                 | 3+    | 15    | 1          | 0          | 188+   | 166    |
| «Атланте»           | 1979/80             | 33    | 30-Б | 6        | 3        | 39                  | 33                  | -     | -     | -          | -          | 39     | 33     |
| «Атланте»           | 1980/81             | 37    | 29-Б | -        | -        | 37                  | 29                  | -     | -     | -          | -          | 37     | 29     |
| «Атланте»           | 1981/82             | 37    | 32-Б | 6        | 3        | 43                  | 35                  | -     | -     | -          | -          | 43     | 35     |
| «Атланте»           | 1982/83             | 15    | 11   | -        | -        | 15                  | 11                  | -     | -     | -          | -          | 15     | 11     |
| Всього за «Атланте» | Всього за «Атланте» | 122   | 102  | 12       | 6        | 134                 | 108                 | 0     | 0     | 0          | 0          | 134    | 108    |
| «Леон»              | 1983/84             | 31    | 18   | -        | -        | 31                  | 18                  | -     | -     | -          | -          | 31     | 18     |
| «Леон»              | 1984/85             | 37    | 23-Б | 4        | 3        | 41                  | 26                  | -     | -     | -          | -          | 41     | 26     |
| Всього за «Леон»    | Всього за «Леон»    | 68    | 41   | 4        | 3        | 72                  | 44                  | 0     | 0     | 0          | 0          | 72     | 44     |
| УАНЛ «Тигрес»       | 1986/87             | 33    | 8    | 2        | 1        | 35                  | 9                   | -     | -     | -          | -          | 35     | 9      |
| Всього за УАНЛ      | Всього за УАНЛ      | 33    | 8    | 2        | 1        | 35                  | 9                   | 0     | 0     | 0          | 0          | 35     | 9      |
| Всього у Мексиці    | Всього у Мексиці    | 385   | 289  | 40       | 23       | 425                 | 312                 | 3+    | 15    | 1          | 0          | 429+   | 327    |